# Lessons
Lessons (с англ. — «Уроки») — первый студийный альбом американской хард-рок-группы Message, выпущенный в 1981 году на независимом лейбле Dream Disc.

## Об альбоме
В 1980 году Дин Фазано и Ричи Самбора основали рок-группу Mercy, в которой записали трек «Any Other Girl».
Однако в начале следующего года группа была переименована в «Message». Затем Фазано и Самбора основали независимый лейбл.
По этой причине они выпустили лишь около 1800 копий. Копии были проданы из багажника автомобиля.
Брюс Фостер, участвовавший в записи дебютного альбома Kiss, также сыграл в некоторых песнях.

## Список композиций
Все примечания взяты из оригинального LP.
Слова и музыка всех песен — написаны Дином Фазано (@), если не указано иное.
| №  | Название          | Автор(ы)        | Длительность |
| -- | ----------------- | --------------- | ------------ |
| 1. | «Pessimistic Man» | @, Ричи Самбора | 2:25         |
| 2. | «Swing»           |                 | 3:43         |
| 3. | «Lessons»         |                 | 3:43         |

| №                   | Название            | Автор(ы)            | Длительность |
| ------------------- | ------------------- | ------------------- | ------------ |
| 4.                  | «It Won’t Be Long»  |                     | 2:58         |
| 5.                  | «Is There Love»     | Самбора             | 5:04         |
| 6.                  | «Any Other Girl»    | @, М. Маркони       | 3:42         |
| Общая длительность: | Общая длительность: | Общая длительность: | 21:33        |

## Участники записи
Все примечания взяты из оригинального LP.
Message
- Дин Фазано — вокал
- Ричи Самбора — гитары, тамбурин
- Саймон Ганнетт — орга́н
- Энди Руббо — ударные
- Алек Сач — бас-гитара

Приглашённый музыкант
- Брюс Фостер — акустическое и электрическое фортепиано, Phornet 5

Производство
- Лиза Эллсвейг — фотография обложки
- Алек Сач — фотография
- Бенни Латтанцио — фотографии в примечаниях
- Мишель Аморозо (блондинка) и Джилл Максфилд (брюнетка) — девушки с обложки
- Менеджер — Тим «Nomad» О’Нил